# فرودگاه پاما
 فرودگاه پاما (به انگلیسی: Pama Airport) یک فرودگاه با کد یاتا XPA است . این فرودگاه در کشور بورکینافاسو قرار دارد .